# Ягі (тайфун)
Тайфун Ягі (англ. Typhoon Yagi), також відомий на Філіппінах як Тайфун Ентенг (англ. Typhoon Enteng) — смертоносний і руйнівний тропічний циклон, що вплинув на Південно-Східну Азію та Південний Китай на початку вересня 2024 року.
Назва «Ягі» японською означає козел або сузір'я Козорога. Тайфун став одним із найсильніших у північній частині В'єтнаму, на Хайнані протягом метеорологічної осені, і найсильнішим із часів «Раммасуна» в 2014 році. Це четвертий супертайфун у Південно-Китайському морі, що стався після «Памели» у 1954 році, «Раммасуна» у 2014 році та «Рай» у 2021 році.

## Метеорологічна історія

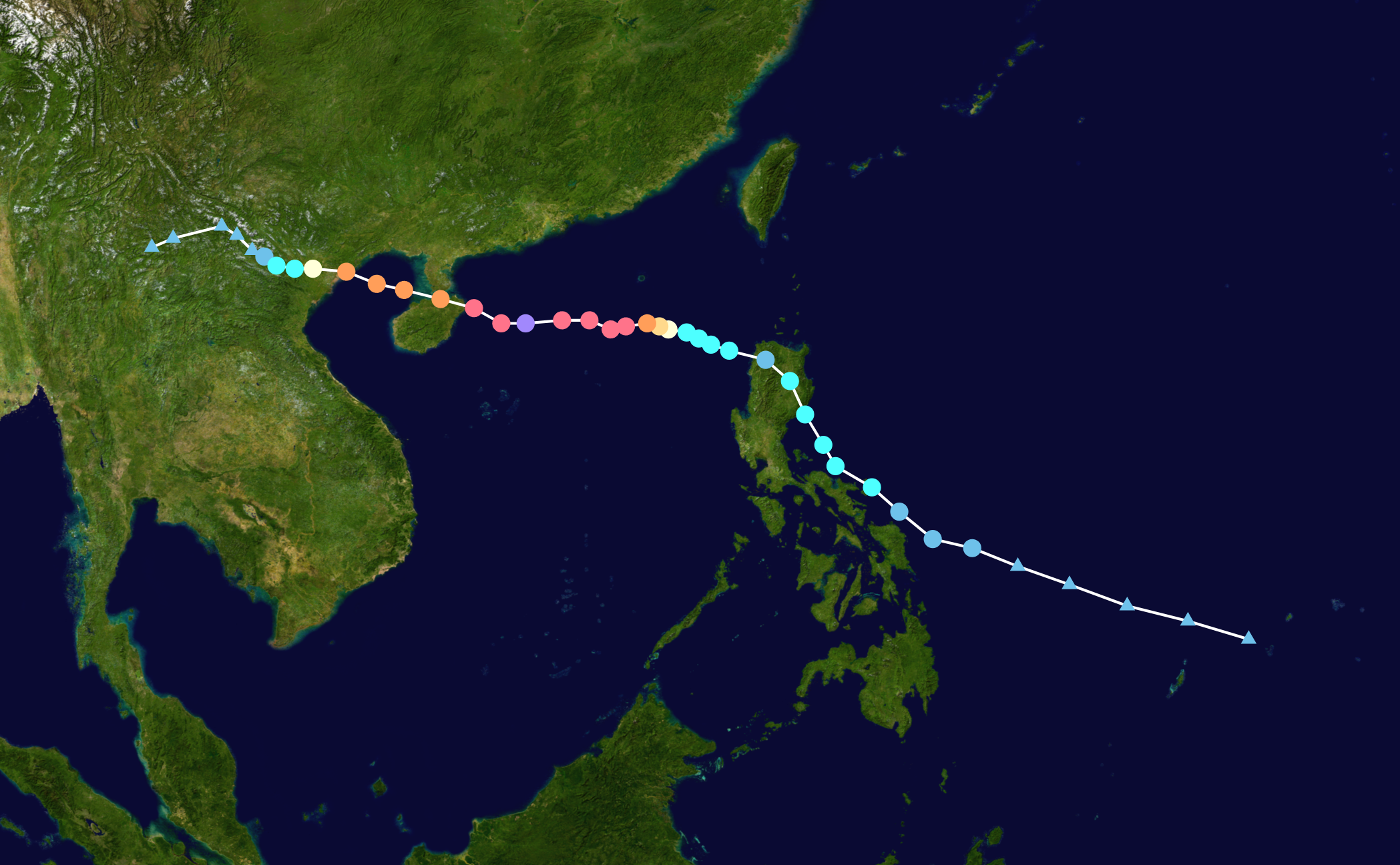
Карта шляху і інтенсивності Тайфуну Ягі

## Підготовка
Обсерваторія Гонконгу видала попередження про штормовий вітер або шторм № 8 у зв’язку з наближенням тайфуну «Ягі». На китайському острові Хайнань випали сильні опади, понад 57 000 будівель зазнали пошкоджень.
Готуючись до тайфуну, школи та транспортні служби в районах траєкторії шторму були закриті. У В'єтнамі було пошкоджено понад 241 000 будинків, 280 людей загинули, ще 76 вважалися зниклими безвісти; більшість жертв були спричинені зсувами.

## Наслідки
Поєднання тайфуну Ягі та південно-західного мусону призвело до сильних дощів над Лусоном, що спричинило масштабні раптові повені в різних районах.
Залишки Ягі спричинили катастрофічні повені та зсуви в Лаосі, Таїланді та М’янмі, де загинуло 519 людей, а сотні зникли безвісти. Загалом, через тайфун загинуло щонайменше 840 людей, ще 514 було поранено та 2156 людей зникли безвісти, збитки оцінили в $14 млрд у восьми країнах та територіях.
| Країнам   | Кількість загиблих | Поранено  | Зникли безвісти | Збитки (USD) |
| --------- | ------------------ | --------- | --------------- | ------------ |
| Філіппіни | 21                 | 22+       | 26+             | ≥$60.08 млн  |
| Гонконг   | 0                  | 9         | 0               | Невідомий    |
| Макао     | 0                  | 2         | 0               | Невідомий    |
| Китай     | 4                  | 95+       | Невідомий       | ≥$12.3 млрд  |
| В'єтнам   | 296                | 1,917+    | 38+             | ≥$1.63 млрд  |
| Лаос      | 1                  | Невідомий | Невідомий       | Невідомий    |
| Таїланд   | 42                 | 111       | Невідомий       | Невідомий    |
| М'янма    | 476                | "Тисячі"  | 450+            | Невідомий    |
| Всього    | 840                | 2,156     | 514             | ≥14 млрд     |